# フォレストページプラス
フォレストページプラス（フォレストページ+、forestpage+）は、ビジュアルワークスによるスマートフォン・PCからの閲覧に特化した個人サイト（ホームページ）作成・レンタルスペースサービス。

## 概要
2003年7月22日、ビジュアルワークスが姉妹サービスであるフィーチャーフォン（ガラケー）向け無料ホームページ作成サイト「フォレストページ」がリリース。
「フォレストページ」がフィーチャーフォン表示に特化したサービスだったため、スマートフォン普及に伴い、よりスマートフォン、PCからの閲覧・編集に特化した別サービスとして2017年8月31日に「フォレストページプラス（フォレストページ+）」β版がオープン、同年12月13日に正式オープン。以降は順調にプラスへの移行が進んだこともあり、2024年8月27日にはフォレストページがサービスを終了しデータも全削除される予定で、ビジュアルワークスはプラスへ移行するよう呼びかけている。

## 特徴
「フォレストページ」でも圧倒的人気を博した登場人物の名前を読者が自由に変換できる夢小説が執筆できるドリーム機能付き小説投稿機能など創作に特化した機能、詳細な閲覧制限機能はもちろん、より簡単にデザインを変更でき、スマートフォンとPCでそれぞれの表示に最適化されたデザインテーマ機能、キャラクターになりきってチャットができるなりきりトーク機能など、新たに追加された機能もある。
「フォレストページ」でも好評だった運営サポート「森の管理人」に代わり、「管理人」「ぷらす」「もちり」というマスコットキャラクターによる使い方ページやヘルプ、「森の公式サイト」にて細やかなサポートを行っている。
また、iOS、Androidに対応したアプリ版も配信している。